# Con Monti per l'Italia
Con Monti per l'Italia è stata una coalizione politica italiana formatasi a sostegno della candidatura di Mario Monti alla Presidenza del Consiglio in vista delle elezioni politiche del 24 e 25 febbraio 2013.
Annunciata il 28 dicembre 2012, lanciata ufficialmente il 4 gennaio 2013 e costituita formalmente il successivo 10 gennaio, la coalizione era formata principalmente dai partiti Unione di Centro di Pier Ferdinando Casini e Futuro e Libertà per l'Italia di Gianfranco Fini e dal neo movimento centrista denominato Scelta Civica, che faceva riferimento all'associazione Italia Futura di Luca Cordero di Montezemolo, a vari esponenti del mondo cattolico e della società civile e ad alcuni ministri uscenti dello stesso governo Monti. A seguito delle elezioni, nella XVII legislatura alla Camera e al Senato tutti gli eletti della coalizione hanno formato dei gruppi parlamentari unici denominati Scelta Civica per l'Italia. La coalizione si è sciolta alla fine del 2013.

## Storia

### La fondazione
La coalizione, inizialmente avente come nome Agenda Monti per l'Italia, è stata annunciata il 28 dicembre 2012 dal Presidente del Consiglio tecnico uscente Mario Monti, il quale ha dichiarato che sarebbe stato lui stesso il capo della futura coalizione. Il 4 gennaio 2013 Mario Monti, durante una conferenza stampa, ha presentato il simbolo ufficiale della coalizione insieme al nome definitivo: Con Monti per l'Italia.
La coalizione nasce ufficialmente come associazione il 10 gennaio 2013 e viene costituita da Andrea Riccardi in qualità di presidente di Scelta Civica, Benedetto Della Vedova in rappresentanza di Futuro e Libertà per l'Italia, Antonio De Poli in rappresentanza dell'Unione di Centro, Enrico Bondi, Francesco Sacco ed Elisabetta Olivi. Alla presidenza viene nominato Enrico Bondi.

### L'alleanza elettorale
Alla coalizione hanno aderito i seguenti partiti, associazioni ed esponenti politici:
- il partito Unione di Centro (cristiano democratici) di Pier Ferdinando Casini;
- il partito Futuro e Libertà per l'Italia (conservatori liberali) di Gianfranco Fini;
- il movimento Scelta Civica (liberali) a cui aderirono:
  - l'associazione Italia Futura di Luca Cordero di Montezemolo;
  - esponenti del mondo cattolico, come l'ex presidente delle ACLI Andrea Olivero ed il portavoce della Comunità di Sant'Egidio Mario Marazziti;
  - esponenti dalla società civile, come l'imprenditore Alberto Bombassei, Ilaria Borletti Buitoni, il giornalista Mario Sechi, Valentina Vezzali[16][17], Annalisa Minetti, Alessio De Giorgi[18] e lo scrittore Edoardo Nesi;
  - esponenti dell'esecutivo tecnico, come l'ex Ministro della salute Renato Balduzzi, l'ex Ministro per gli affari europei Enzo Moavero Milanesi, l'ex Ministero delle politiche agricole Mario Catania e l'ex Ministro per la cooperazione internazionale e l'integrazione Andrea Riccardi;
  - alcuni fuoriusciti dal PdL, come gli europarlamentari Gabriele Albertini[19] e Mario Mauro[20]; gli esponenti di Italia Libera Roberto Tortoli[21], Franco Stradella[21], Giorgio Stracquadanio[22], Isabella Bertolini[21] e Gaetano Pecorella[21]; gli esponenti dei Liberali per l'Italia Fabio Gava[21], Luciano Sardelli[21], Giustina Destro[21], Roberto Antonione[21] e Angelo Santori[21]; Giuliano Cazzola[23] e Franco Frattini[24];
  - alcuni fuoriusciti dal PD, come i Renziani Pietro Ichino[25] e Mario Adinolfi[26]; i Fioroniani Lucio D'Ubaldo[26], Benedetto Adragna, Giampaolo Fogliardi[26] e Flavio Pertoldi[26]; l'ex ApI Linda Lanzillotta; Maria Paola Merloni; Alessandro Maran;
  - il partito regionale Unione per il Trentino di Lorenzo Dellai;
  - il partito regionale Riformatori Sardi di Massimo Fantola[27].

### Le elezioni politiche 2013
Lo schieramento, come del resto affermato da Monti fin dall'inizio, si è presentato alla competizione elettorale con un'unica lista al Senato, la lista Con Monti per l'Italia, mentre alla Camera dei Deputati come coalizione formata da tre liste: quella di Scelta Civica, la lista civica di Mario Monti composta solo da esponenti della società civile, quella dell'Unione di Centro e quella di Futuro e Libertà per l'Italia.
Alle elezioni politiche del 24 e 25 febbraio 2013 la coalizione, che alla Camera si presentava con tre liste distinte, in Italia ottiene 3.591.607 voti ed il 10,56%, conquistando complessivamente quarantasette seggi, dei quali: trentasette di Scelta Civica, otto dell'UdC e nessuno di FLI, non avendo il partito superato la clausola di sbarramento. Nella Circoscrizione Estero, dove invece si presentava con la lista unica Con Monti per l'Italia, ottiene due deputati, di cui uno eletto in quota Movimento Associativo Italiani all'Estero ed uno eletto in quota FLI.
Al Senato la lista unica ottiene in Italia 2.797.486 voti ed il 9,13%, conquistando diciannove seggi, dei quali: quindici in quota Scelta Civica, due in quota UdC ed uno in quota FLI, non eleggendo tuttavia senatori in tutte le regioni, dal momento che supera la clausola di sbarramento regionale dell'8% solamente in alcune di esse; nella Circoscrizione Estero ottiene un seggio, in quota FLI.

### Le elezioni regionali di febbraio 2013
Tra il 24 ed il 25 febbraio si svolgono anche le elezioni regionali anticipate in tre regioni:
- alle elezioni regionali del Molise la coalizione centrista non si presenta, ma l'UdC si schiera con il PdL, mentre FLI e Scelta Civica non presentano proprie liste elettorali;
- alle elezioni regionali in Lombardia la coalizione si presenta a sostegno della candidatura dell'europarlamentare Gabriele Albertini, ex PdL e candidato anche al Senato per Scelta Civica, con le liste di Movimento Lombardia Civica e dell'UdC, senza però ottenere seggi;
- alle elezioni regionali in Lazio si presenta sostenendo la candidatura a presidente dell'esponente di FLI Giulia Bongiorno, eleggendo due consiglieri, entrambi esponenti dell'UdC.

### I gruppiScelta Civica per l'italia
Nella XVII legislatura, alla Camera gli eletti di Scelta Civica, UdC e l'unico deputato eletto da FLI costituiscono insieme un gruppo unico di 47 deputati denominato Scelta Civica per l'Italia. Allo stesso modo al Senato gli eletti di Scelta Civica, i due senatori dell'UdC, i due di FLI, un eletto del Movimento Associativo Italiani all'Estero ed il senatore a vita Mario Monti formano il gruppo unico omonimo, composto da ventuno senatori. Capogruppo alla Camera è stato eletto Lorenzo Dellai; al Senato presidente del gruppo è inizialmente Mario Mauro, per essere poi sostituito da Gianluca Susta una volta divenuto ministro il primo.
La coalizione sostiene il Governo Letta, annoverando tra i suoi membri: tre ministri, Mario Mauro alla Difesa, Enzo Moavero Milanesi agli Affari europei e Gianpiero D'Alia alla Pubblica amministrazione; un viceministro, Carlo Calenda allo Sviluppo economico; tre sottosegretari, Ilaria Borletti Buitoni ai Beni culturali, Mario Giro agli Affari esteri e Gian Luca Galletti all'Istruzione, università e ricerca.

### Le elezioni amministrative e regionali della primavera 2013
Alle elezioni regionali del Friuli-Venezia Giulia la coalizione non si presenta, ma l'UdC si schiera con PdL e Lega Nord, mentre FLI e Scelta Civica non presentano proprie liste.
Alle elezioni comunali di Roma la coalizione non si presenta e nemmeno i tre partiti singolarmente, ma Mario Monti afferma di sostenere il candidato civico Alfio Marchini.

### Il tramonto della coalizione
A seguito delle decisioni assunte dal comitato direttivo di Scelta Civica del 22 ottobre 2013, l'alleanza conclude la sua esperienza politica.

## Risultati elettorali
| Elezione       | Lista         | Voti                   | %         | Seggi |          |
| -------------- | ------------- | ---------------------- | --------- | ----- | -------- |
| Politiche 2013 | Camera        | SC, UdC e FLI          | 3.591.541 | 10,56 | 45 / 617 |
| Politiche 2013 | Camera Estero | Con Monti per l'Italia | 181.041   | 18,42 | 2 / 12   |
| Politiche 2013 | Senato Italia | Con Monti per l'Italia | 2 797 734 | 9,14  | 18 / 301 |
| Politiche 2013 | Senato Estero | Con Monti per l'Italia | 177 402   | 19,82 | 1 / 6    |